# Lee Evans (atlet)
Lee Edward Evans (25. února 1947 Madera, Kalifornie, USA – 19. května 2021 Lagos, Nigerie) byl americký atlet, závodící ve sprintu na 400 metrů. Je dvojnásobným zlatým medailistou z Letních olympijských her 1968 v Mexiku. Ve finále zde jako první člověk v historii běžel 400 metrů pod 44 sekund (43,86 s). Dodnes se pod tuto hranici dostalo jen 8 dalších atletů a světový rekord má dnes hodnotu lepší pouze o 68 setin. Evans byl také součástí štafety v běhu na 4 × 400 metrů, která jako první v historii zaběhla čas pod 3 minuty (1966). Časy z Mexika, jak v individuální čtvrtce, tak i ve štafetě, vydržely velmi dlouho – 20 resp. 24 let. Evans se angažoval také v politickém boji za práva Afroameričanů a kariéru ukončil po roce 1980.

## Kariéra

### Roky 1966 a 1967
Vstupní bránou do světa špičkové atletiky se pro nej stal příchod do kalifornského San José, do tréninkové skupiny slavného trenéra Buda Wintera, kde se sešli skvělí sprinteři jako Tommie Smith, Bill Gaines, Ronnie Ray Smith či John Carlos. V dresu San Jose, kterému se tehdy díky Winterově sprinterské skupině přezdívalo „SPEED CITY“, dosáhl v už v roce 1966, jako devatenáctiletý, dvou juniorských světových rekordů (tehdy ještě neoficiálních) na 400 metrů: 45,7 sekundy (Berkeley,16. 7. 1966) a 45,2 sekundy (Los Angeles, 23. 7. 1966)
V roce 1966 vytvořil svůj první světový rekord: Běžel na druhém úseku štafety USA, která na atletickém utkání USA-Commonwealth 24. 7. 1966 v Los Angeles zaběhla historicky první světový čas pod 3 minuty – 2:59,6.
V roce 1967 vyhrál Lee Evans závod na 400 m na Panamerických hrách 1967 v kanadském Winnipegu: čas 44,95 byl prvním elektronicky změřeným časem pod 45 sekund v historii, byť vítěz her Commonwealthu 1966 Wendell Mottley z Trinidadu a Tobaga (45,08 s na 440 yardů, mezičas na 400 m nebyl měřen) bezpochyby minul metu 400 metrů v čase pod 45 sekund.
Ve stejném roce reprezentoval Evans americký kontinent na premiérovém utkání Amerika:Evropa (9.-10. srpna 1967) v kanadském Montrealu – na 400 m byl v čase 45,1 druhý za svým krajanem Vincentem Matthewsem a byl členem vítězné štafety na 4x400m (3:03,6).
V roce 1967 také vytvořil další štafetový světový rekord: 13. 5. 1967 běžela ve Fresnu štafeta San Jose State College ve složení Ken Shackelford, Bob Talmadge, Lee Evans a Tommie Smith 4x200 yardů za 1:22,1, což byl rekord nejenom pro yardovou trať, ale i pro metrickou distanci 4 × 200 metrů.

### Rok 1968
V roce 1968 zvítězil Lee Evans na kvalifikaci amerických atletů v Echo Summit v čase 44,06 (oficiálně 44,0), což byl čas podstatně lepší nežli oficiální světový rekord Tommieho Smitha (44,5) i nedávno předtím dosažený čas Vincenta Matthewse (44,4). Evans ovšem – stejně jako Matthews - použil obuvi s neschválenými “štětičkami“ místo tradičních hřebů – a oficiálním světovým rekordmanem se tak stal druhý z tohoto běhu, Larry James, časem 44,1 sekundy (elektronicky 44,19).

### Olympijské hry v Mexiku
Na olympijských hrách v Mexiku v roce 1968 nejdříve Evans nechtěl k běhu na 400 metrů nastoupit – na protest proti vypuzení svých krajanů Tommieho Smitha a Johna Carlose z olympijské vesnice po jejich protestu při vyhlašování vítězů v běhu na 200 metrů dva dny předtím. Jeho olympijští kolegové z univerzity v San Jose ho však přesvědčili, aby běžel. Evans hned v semifinále překonal časem 44,8 (44,83) olympijský rekord. Ve finále pak drtivým finišem v posledních 20 metrech porazil do té chvíle poměrně jasně vedoucího Larryho Jamese a jako první muž historie prolomil hranici 44 sekund (43,86, oficiální čas 43,8). K vyhlašování vítězů potom nastoupil společně se stříbrným Larrym Jamesem a bronzovým Ronaldem Freemanem v černých baretech. Všichni Američané zdravili zaťatou pěstí, při hymně však barety sundali a stáli klidně a v pozoru. Nebyli proto na rozdíl od Smithe a Carlose z dalšího průběhu her vyloučeni. Evans a jeho kolegové se po zkušenostech s distancem obou dvoustovkařů navíc snažili nedeklarovat navenek toto vystoupení jako politický protest a na dotaz novinářů, proč měli na hlavě barety, odpověděl Evans, že je měly nasazeny, protože pršelo - což samozřejmě v novinářích vyvolalo vlnu smíchu. Ale nebyl tak ohrožen start Evanse a jeho kolegů ve štafetě na 4 × 400 metrů – což ovšem postihlo shodou okolností právě Evanse o čtyři roky později, na olympijských hrách v Mnichově. Už v semifinále vyrovnala čtveřice Američanů časem 3:00,7 (3:00,71) olympijský rekord svých krajanů z her v Tokiu (3:00,7/3:00,79). Ve finále se potom Matthews, Freeman, James i Evans vypjali k fantastickému světovému rekordu 2:56,1 (2:56,16) – kterým zlepšili stávající světový rekord o 3,5 vteřiny. Štafetový výkon USA měl ze všech mexických světových rekordů nejdelší trvání: byl vyrovnán až na olympijských hrách 1988 v Soulu a překonán až na následujících hrách, v roce 1992 v Barceloně.
Evansův světový rekord 43,86 vydržel dvacet let – teprve v roce 1988 ho překonal Američan Harry (Butch) Reynolds. Jako rekord olympijský platil Evansův čas 24 let a byl překonán teprve na olympijských hrách v Barceloně v roce 1992.

### Nevydařený olympijský rok 1972
Olympijskou sezónu 1972 zahájil Lee Evans už v dubnu v Los Angeles skvělým časem 44,6 vteřiny, ale na americké olympijské kvalifikaci v Eugene doběhl až čtvrtý - nekvalifikoval se tak pro individuální závod na 400 metrů, ale čtvrté místo mu zajišťovalo alespoň start ve štafetě. Na olympijských hrách V Mnichově byli ovšem Vincent Matthews a Wayne Collett z dalšího olympijského programu vyloučeni za své chování na stupních vítězů a při hraní americké hymny během ceremoniálu po individuální čtyřstovce - a další Američan John Smith se ve stejném finálovém běhu zranil. Američané tak nebyli schopni štafetu sestavit - a Lee Evans na své druhé olympiádě do bojů vůbec nezasáhl.

### Profesionální dráha
Jako člen profesionální skupiny ITA závodil Evans až do poloviny sedmdesátých let, ale dosahoval již jen průměrných výkonů – například v roce 1974 zaběhl 440 yardů v čase 46,2 a v roce 1975 za 46,3.
Ještě v roce 1989 zaběhl jako 42letý 400 metrů za 47,5 sekundy – a tento čas je dodnes uváděn jako rekord věkové skupin nad 40 let.

### Lee Evans jako atletický trenér
Po skončení závodní dráhy působil Lee Evans jako středoškolský učitel. Poté se dva roky věnoval trenérství přespolních běhu na domovské univerzitě v San Jose. Nějaký čas ještě učil na Essex College v New Jersey, ale pak už se definitivně rozhodl pro trenérskou dráhu a jako cíl své práce si vybral Afriku. Působil celkem v 16 zemích, nejdéle v Nigérii a v Kamerunu, své nejnadějnější objevy se snažil posílat k dalšímu studiu a tréninku do USA. Na Madagaskaru se oženil se svou druhou manželkou Irene, narodili se mu tam i jeho dva nejmladší synové – Solofa a Nikina. Jeho nejúspěšnějším svěřencem byl nigerijský běžec na 400 metrů Innocent Egbunike. V roce 1988 se Evans vrátil do USA, kde pracoval ve škole pro děti s mentálním postižením. Za další dva roky přijal nabídku katarské atletické federace a stal se trenérem čtvrtkařů této země. Jeho svěřenec Ibrahim Ismail se na olympijských hrách 1992 v Barceloně dostal v běhu na 400 metrů do finále a obsadil tam 7. místo.

## Osobní rekordy
- Běh na 400 metrů 43,86 s (bývalý SR, 1968)
- Běh na 4 × 400 metrů 2:56,16 min (bývalý SR, 1968)

## Světové rekordy Lee Evanse

### Na otevřené dráze
- 400 m, 44,0 (44,06), Echo Summit, 14. 9. 1968. Na vysokohorském lesním stadionku v Kalifornii běžel Lee Evans na olympijské kvalifikaci amerických atletů rychleji nežli v roce 1967 jeho krajan Tommie Smith při platném světovém rekordu 44,5 sekundy a také rychleji nežli dva týdny předtím při neuznaném světovém rekordu 44,4 sekundy jiný Američan, Vincent Matthews. Evansův výkon ovšem IAAF za světový rekord neschválila: důvod neuznání byl stejný jako předtím v případě Matthewse – Evans použil treter majících místo klasických hřebů nepovolené "štětičky". Za světový rekord uznala IAAF čas 44,1 sekundy, kterého dosáhl druhý běžec v pořadí – Larry James.
- 400 m, 43,8 (43,86), Mexico City, 18.10.1968. V olympijském finále se Lee Evans stává oficiálním světovým rekordmanem, navíc v historicky prvním čase pod 44 sekund. Rekord byl ratifikován jako 43,8 sekundy. Po roce 1977, kdy začaly být uznávány jen ty sprinterské časy, které byly dosaženy s elektronickou časomírou a s přesností na jednu setinu sekundy, byl rekord pochopitelně veden již ve své setinové podobě, tedy 43,86 sekundy.

### V hale
- 500 yardů, 54,5 sekundy, San Diego, 20.2.1970. Na netypické, leč v USA tehdy poměrně často běhané distanci (457,20 metru), zlepšil Lee Evans, běžící na okruhu dlouhém pouze 146 metrů, dosavadní halové maximum Larryho Jamese o 0,9 sekundy.

- 500 yardů, 54,4 sekundy, College Park, 8.1.1971. Další zlepšení na 161 metrů dlouhém halovém oválu.
- 500 yardů, 54,4 sekundy, Pocatello, 30.1.1971. Ve vysokohorské hale v americkém státě Idaho vyrovnal Lee Evans svůj vlastní nejlepší světový výkon všech dob. Rekord vydržel do roku 1973, kdy Larry James – ovšem už jako profesionál dosáhl v hale v Salt Lake City výkonu 53,9 sekundy.
- 500 metrů, 1:02,0 min., San Diego, 19.5.1973. Evans, startující již v profesionálním angažmá, běžel v kalifornském městě o 1 desetinu sekundy rychleji nežli v roce 1972 polský atlet Andrzej Badeński na 240metrovém oválu varšavské haly a o 9 desetin sekundy rychleji nežli v roce 1970 Američan Martin McGraddy, běžící na – z dnešního hlediska – regulérním (tedy ne delším nežli 200 metrů /220 yardů) halovém oválu. Rychlejší nežli Evans byl až 7.1.1978 další Američan Herman Frazier, který zaběhl v Long Beach halových 500 metrů v čase 1:01,3
- 600 metrů, 1:16,7, Pocatello, 3.3.1973. V profesionálních barvách startující Evans byl o celou 1 sekundu rychlejší nežli britský běžec Martin Bilham v roce 1969 a Maďar András Zsinka v únoru 1973. Rychlejší než Evans byl až za 11 let italský běžec Donato Sabia, který 4.2.1984 zaběhl v Janově tuto vzdálenost v čase 1:15,77.

## Nejlepší výkony Lee Evanse

### 400 m
| výkon | pořadí          | místo            | datum      | závod                                              |
| ----- | --------------- | ---------------- | ---------- | -------------------------------------------------- |
| 43,86 | 1               | Mexico City      | 18.10.1968 | olympijské hry                                     |
| 44,06 | 1               | Echo Summit      | 14.9.1968  | kvalifikace atletů USA pro olympijské hry v Mexiku |
| 44,5+ | 1               | South Lake Tahoe | 12.9.1969  |                                                    |
| 44,6x | 1               | Los Angeles      | 15.4.1972  |                                                    |
| 44,83 | 1 (semifinále)  | Mexico City      | 17.10.1968 | olympijské hry                                     |
| 44,7x | 2               | Los Angeles      | 9.6.1972   |                                                    |
| 44,8x | 2               | Knoxville        | 21.6.1969  | univerzitní mistrovství USA (NCAA)                 |
| 44,8  | 2               | Mnichov          | 24.8.1972  | předolympijský mítink                              |
| 44,95 | 1               | Winnipeg         | 30.7.1967  | Panamerické hry                                    |
| 44,97 | 1 (čtvrtfinále) | Echo Summit      | 13.9.1968  | kvalifikace atletů USA pro olympijské hry v Mexiku |

## Lee Evans v atletických tabulkách své doby

### světové tabulky v běhu na 400 m mužů v roce 1968
| výkon | atlet                          | pořadí         | místo       | datum      |
| ----- | ------------------------------ | -------------- | ----------- | ---------- |
| 43,8  | Lee Evans (USA), 1947          | 1              | Mexico City | 18.10.1968 |
| 43,9  | Larry James (USA), 1947        | 2              | Mexico City | 18.10.1968 |
| 44,4  | Vincent Matthews (USA), 1947   | 1              | Echo Summit | 31.8.1968  |
| 44,4  | Ronald Freeman (USA), 1947     | 3              | Mexico City | 18.10.1968 |
| 44,9  | Wayne Collett (USA), 1949      | 1 (semifinále) | Echo Summit | 13.9.1968  |
| 44,9  | Martin Jellinghaus (SRN), 1944 | 1 (semifinále) | Mexico City | 17.10.1968 |
| 45,0  | Amadou Gakou (Senegal), 1940   | 4              | Mexico City | 18.10.1968 |
| 45,1  | Emmett Taylor (USA)            | 2              | Los Angeles | 30.6.1968  |
| 45,2x | David Morton (USA), 1949       | 1              | Fort Worth  | 4.5.1968   |
| 45,2  | Michael Mondane (USA)          | 2 (semifinále) | Echo Summit | 13.9.1968  |
| 45,2  | James Kemp (USA), 1944         | 5              | Echo Summit | 14.9.1968  |
| 45,2  | Harold Francis (USA)           | 6              | Echo Summit | 14.9.1968  |
| 45,2  | Tommie Smith (USA), 1944       | 1              | Victoria    | 28.9.1968  |

### dlouhodobé světové tabulky v běhu na 400 m mužů k 31.12.1968
| výkon | atlet                                    | pořadí         | místo       | datum      |
| ----- | ---------------------------------------- | -------------- | ----------- | ---------- |
| 43,8  | Lee Evans (USA), 1947                    | 1              | Mexico City | 18.10.1968 |
| 43,9  | Larry James (USA), 1947                  | 2              | Mexico City | 18.10.1968 |
| 44,4  | Vincent Matthews (USA), 1947             | 1              | Echo Summit | 31.8.1968  |
| 44,4  | Ronald Freeman (USA), 1947               | 3              | Mexico City | 18.10.1968 |
| 44,5+ | Tommie Smith (USA), 1944                 | 1              | San Jose    | 20.5.1967  |
| 44,6x | Adolph Plummer (USA), 1938               | 1              | Tempe       | 25.5.1963  |
| 44,9  | Otis Davis (USA), 1932                   | 1              | Řím         | 6.9.1960   |
| 44,9  | Carl Kaufmann (SRN), 1936                | 2              | Řím         | 6.9.1960   |
| 44,9  | Michael Larrabee (USA), 1933             | 1              | Los Angeles | 12.9.1964  |
| 44,9x | Theron Lewis (USA), 1944                 | 1              | Sioux Falls | 4.6.1966   |
| 44,9x | Wendel Mottley (Trinidad a Tobago), 1941 | 1              | Kingston    | 11.8.1966  |
| 44,9  | Wayne Collett (USA), 1949                | 1 (semifinále) | Echo Summit | 13.9.1968  |
| 44,9  | Martin Jellinghaus (SRN), 1944           | 1 (semifinále) | Mexico City | 17.10.1968 |

### světové tabulky v běhu na 400 m mužů v roce 1972
| výkon | atlet                        | pořadí         | místo       | datum     |
| ----- | ---------------------------- | -------------- | ----------- | --------- |
| 44,1  | Wayne Collett (USA), 1949    | 1              | Eugene      | 9.7.1972  |
| 44,2  | Fred Newhouse (USA), 1948    | 1 (semifinále) | Eugene      | 7.7.1972  |
| 44,3  | John Smith (USA), 1950       | 2              | Eugene      | 9.7.1972  |
| 44,6x | Lee Evans (USA), 1947        | 1              | Los Angeles | 15.4.1972 |
| 44,66 | Vincent Matthews (USA), 1947 | 1              | Mnichov     | 7.9.1972  |
| 44,70 | Karl Honz (SRN), 1951        | 1              | Mnichov     | 21.7.1972 |
| 44,92 | Julius Sang (Keňa), 1948     | 3              | Mnichov     | 7.9.1972  |
| 44,9x | Steve Williams (USA), 1953   | 1              | El Paso     | 13.5.1972 |
| 45,13 | Charles Asati (Keňa), 1946   | 4              | Mnichov     | 7.9.1972  |
| 45,1x | Edesel Garrison (USA), 1950  | 1              | Palo Alto   | 20.5.1972 |
| 45,1  | Larance Jones (USA), 1951    | 2              | Eugene      | 3.6.1972  |

### dlouhodobé světové tabulky v běhu na 400 m mužů k 31.12.1972
| výkon | atlet                        | pořadí         | místo       | datum      |
| ----- | ---------------------------- | -------------- | ----------- | ---------- |
| 43,8  | Lee Evans (USA), 1947        | 1              | Mexico City | 18.10.1968 |
| 43,9  | Larry James (USA), 1947      | 2              | Mexico City | 18.10.1968 |
| 44,1  | Wayne Collett (USA), 1949    | 1              | Eugene      | 9.7.1972   |
| 44,2x | John Smith (USA), 1950       | 1              | Eugene      | 26.6.1971  |
| 44,2  | Fred Newhouse (USA), 1948    | 1 (semifinále) | Eugene      | 7.7.1972   |
| 44,4  | Vincent Matthews (USA), 1947 | 1              | Echo Summit | 31.8.1968  |
| 44,4  | Ronald Freemann (USA), 1947  | 3              | Mexico City | 18.10.1968 |
| 44,4x | Curtis Mills (USA)           | 1              | Knoxville   | 21.6.1969  |
| 44,5+ | Tommie Smith (USA), 1944     | 1              | San Jose    | 20.5.1967  |
| 44,6x | Adolph Plummer (USA), 1938   | 1              | Tempe       | 25.5.1963  |

x výkon na 440 yardů minus 0,3 sekundy
+ mezičas v běhu na 440 yardů